# Snow Tha Product
Claudia Alexandra Madriz Meza (San José, California, 24 de junio de 1987), conocida como Snow Tha Product, es una rapera y cantante mexicana-estadounidense. Trabajó con Atlantic Records desde 2012 hasta 2018, y desde entonces ha sido una artista independiente. Entre sus proyectos más destacados se encuentran su mixtape de 2013, Good Nights & Bad Mornings 2: The Hangover, y el álbum recopilatorio de 2018, VIBEHIGHER. El 28 de abril de 2021, Snow colaboró con Bizarrap en «BZRP Music Sessions #39». Además, ha aparecido en varios episodios en la serie de la cadena estadounidense, La Reina del Sur.

## Primeros años
Claudia Alexandra Madriz Meza nació el 24 de junio de 1987 en San José, California, de padres mexicanos. Su padre era un inmigrante indocumentado de Michoacán y su madre, quien es de Zacatecas, emigró legalmente a Estados Unidos. Tiene un hermano menor llamado Miguel Ángel, a quien llama cariñosamente «Ito».
Durante su juventud, Madriz estuvo expuesta a la música de mariachi por parte de la familia de su padre, ya que tanto su padre como su abuelo eran cantantes de mariachi. A la edad de 6 años, apareció en concursos de talentos escolares y comenzó a actuar con la banda de mariachi de su abuelo en Redwood City. Tuvo su primer contacto con el hip hop cuando se mudó a San Diego y gradualmente se involucró más con su propia música. Claudia asistió a la escuela secundaria superior Mira Mesa. Cuando era adolescente, comenzó a hacer estilo libre con sus amigos.

## Carrera

### 2007-2010: inicios y primeros éxitos
Después de graduarse de la escuela secundaria, Madriz asistió brevemente a San Diego Mesa College para comenzar a estudiar para convertirse en trabajadora social. A la edad de 19 años, comenzó a tomarse la música en serio y abandonó su primer semestre de la universidad para seguir una carrera como rapera. Adoptó su nombre del personaje de Disney, Blancanieves; inicialmente usó el nombre «Snow White» y luego agregó «The Product», luego lo cambió por su nuevo apodo como «Snow The Product», y, últimamente, «Snow Tha Product». Luego de grabar varias canciones en español, llamó la atención del artista mexicano Jaime Kohen. Grabaron una canción de colaboración, titulada «Alguien», que se hizo popular en México y apareció en el álbum Fotosíntesis de Kohen.
En 2007, Tha Product lanzó su primer álbum recopilatorio Verbal Assault Vol.1 con muchos artistas locales bajo su sello Product Entertainment LLC. Le siguió en 2008 su primer mixtape en solitario Raising Tha Bar: Tha Mixtape, que incluía muchos remixes de canciones populares de la época. En 2009, Asalto verbal, Vol. 2 fue lanzado, con el sencillo «Whatever It Takes». En 2010, Tha Product lanzó Wake Ya Game Up, Vol. 1, junto con las marcas de ropa y prendas Wake Ya Game Up y Woke.

### 2020-presente: Primera nominación a los Premios Grammy Latinos,To Anywherey gira de Dale Gas
En 2021, Snow recibió su primera nominación a los Premios Grammy Latinos en la categoría de «Mejor Canción Rap/Hip-Hop» por su canción en colaboración con el productor argentino Bizarrap «BZRP Music Sessions #39». Anunció que su álbum VALEMADRE se lanzaría a mediados de 2022.
El 11 de febrero de 2022, Snow anunció que realizaría una gira nacional durante abril y mayo de 2022, a la que llamó gira Dale Gas.
El 9 de septiembre de 2022, Snow lanzó «Piña» con la cantante cubanoamericana Lauren Jauregui, y el videoclip se lanzó el 9 de diciembre del mismo año.«Piña» forma parte del álbum de estudio de Snow, To Anywhere, lanzado el 21 de octubre de 2022, el cual cuenta con colaboraciones con vf7, AJ Hernz., Santa Fe Klan, Juicy J, y Rotimi. To Anywhere es su primer proyecto en solitario desde hace cinco años y su primer álbum de estudio en una década.

## Estilo musical e influencias
Snow es conocida por su estilo rápido de rapear. Destacó que admira y apoya a los artistas que tienen su propio estilo original. Está influenciada por artistas como Missy Elliott, Da Brat, Big Pun, Lauryn Hill, Aaliyah, Amy Winehouse, André 3000, Ludacris, Johnny Cash, Eminem, Busta Rhymes, Tupac Shakur, Mac Dre, Tech N9ne y Brotha Lynch Hung, así como la actriz mexicana María Félix y las cantantes Selena Quintanilla, Gloria Trevi y Lupita D'Alessio.
Snow es bilingüe, habla inglés y español con fluidez y graba en ambos idiomas.

## Vida personal
En una entrevista de junio de 2018, Snow reveló que se casó cuando tenía 19 años y duró una década desde 2006 hasta 2016. De su matrimonio, tiene un hijo llamado Andrew Feliciano Jr. (nacido en abril de 2010) con su ex marido, Andrew Feliciano. Durante una entrevista con el programa de radio Power 106 de Los Ángeles en julio de 2018, habló sobre su experiencia al criar a su hijo y dijo que su hijo tenía ocho años durante el momento de la entrevista.
En 2017, Snow comenzó a salir con Julisa Aponte, también conocida como JuJu. El 10 de julio de 2019 anunciaron su compromiso cuando JuJu le propuso matrimonio. Tienen un canal de YouTube llamado Everydaydays y un podcast llamado «everynightnights». El canal de YouTube se creó el 23 de enero de 2017, pero no se utilizó oficialmente hasta el 28 de noviembre de 2018, para su primer vídeo. Snow anunció que terminaron su relación a finales de marzo de 2022, después de unos meses difíciles juntas.
En 2020, durante la pandemia de COVID-19, Snow compró un rancho en California, con el deseo de abrazar sus raíces mexicanas de vivir en un rancho y centralizar todas sus operaciones y negocios. Se mudó en septiembre de 2020.
Snow siempre ha sido muy abierta sobre que tiene TDAH y dice que tener TDAH es algo que la motiva a poner su energía en diferentes proyectos.

## Discografía

### Álbumes de estudio
- Poco ortodoxo (2011)
- A cualquier lugar (2022)
- Valemadre (2022)